# Pseudoceraphron pulex
Pseudoceraphron pulex är en stekelart som beskrevs av Alan Parkhurst Dodd 1924. Pseudoceraphron pulex ingår i släktet Pseudoceraphron och familjen puppglanssteklar. Inga underarter finns listade i Catalogue of Life.